# Albert Milde

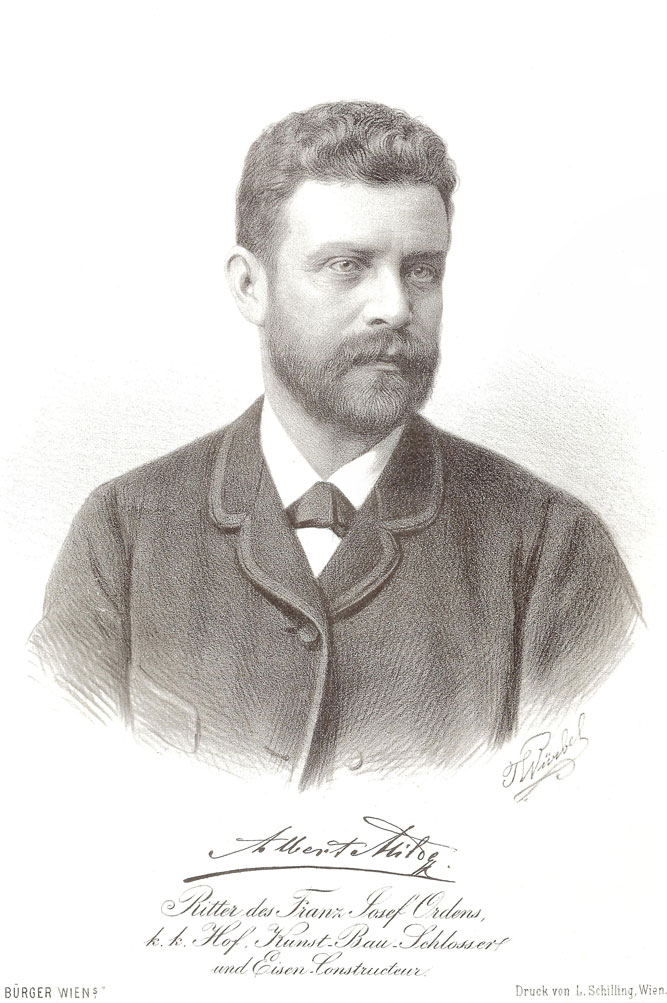
Albert Milde

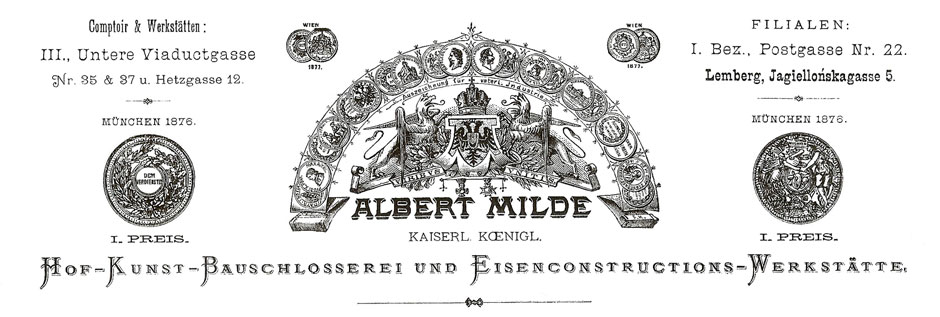
Briefkopf des Unternehmens Albert Milde, Kaiserl. Koenigl. Hof-Kunst-Bauschlosserei und Eisenconstructions-Werkstätte

Albert Milde (* 7. Februar 1839 in Wsetin in Mähren; † 8. November 1904 in Wien) war ein österreichischer Kunstschlosser und Unternehmer.

## Leben
Seine Berufslaufbahn fing 1860 als Schlossergeselle an. 1863 machte er sich mit einer kleinen Schlosserei selbständig, die sich in dem mittlerweile verschwundenen Haus zum „Roten Apfel“ im unteren Teil der Wiener Postgasse befand. Sein eigentliches Fach war die Kunstschlosserei. Bei der Entwicklung des Wiener Kunstgewerbes Ende der 1860er Jahre verstand es Milde, seine Leistungsfähigkeit zur Geltung zu bringen und für seine Arbeiten starken Absatz zu finden. Er war einer der ersten Wiener Kunstindustriellen, die den vom Österreichischen Museum gegebenen Anregungen folgten und Arbeiten nach künstlerischen Entwürfen ausführten.
An der Unteren Viaduktgasse in Wien erbaute er sich ein eigenes Haus und eine große Werkstätte für seinen Geschäftsbetrieb, beschäftigte sowohl Künstler wie Techniker und führte die konstruktiven und dekorativen Arbeiten in Schmiedeeisen für mehrere Monumentalbauten aus, die zu Anfang der 1870er Jahre entstanden. Auf der Wiener Weltausstellung 1873 stand er bereits in den ersten Reihen der Wiener Kunstindustriellen. Sein Unternehmen erweiterte er und führte große Eisenbaukonstruktionen aus. 1874 wurde er Ritter des päpstlichen Silvesterordens, 1879 wurde er durch den Kaiser zum Ritter des Franz-Joseph-Ordens ernannt. Auf Grund seiner Verdienste wurde er vom Kaiser zum k.u.k. Hof-Schlosser ernannt.
Aber in den 1880er Jahren trat in dem ausgedehnten Geschäftsbetrieb ein Rückgang ein und Milde geriet in finanzielle Schwierigkeiten. Dies lag trotz seiner großen technischen Befähigung wohl an mangelndem kaufmännischen Sinn. Er musste das Unternehmen der Kommanditgesellschaft Albert Milde & Co. überlassen, für die er aber noch mehrere Jahre als Mitarbeiter tätig war. Später versuchte er es, sich noch einmal selbständig zu machen, hatte aber damit keine Erfolg. Das Unternehmen Albert Milde & Co. fusionierte 1904 mit dem Büro Josef & Ludwig Biró, aus dem Waagner-Biro entstand.
Durch seine Arbeit sowie durch die Ehrenhaftigkeit, womit er bis zu Ende allen seinen Verpflichtungen nachgekommen war, hatte sich Milde in den Kreisen der Wiener Industriellen allgemeine Achtung erworben, und der Gewerbeverein leitete eine Aktion zu seiner Unterstützung. In stiller Zurückgezogenheit und körperlich schwer leidend, starb er relativ verarmt im Alter von 64 Jahren.